# Lee Chih-kai
Lee Chih-kai (chinesisch 李智凱, Pinyin Lǐ Zhìkǎi; * 3. April 1996 in Yilan) ist ein taiwanischer Kunstturner. Er gewann bei den Olympischen Spielen 2020 in Tokio die Silbermedaille am Pauschenpferd.

## Karriere
Lee nahm an den Olympischen Spielen 2016 in Rio de Janeiro teil und erreichte dort Platz 31 in der Qualifikation am Pauschenpferd. Der erste Einzug in ein Finale bei Weltmeisterschaften gelang ihm 2018 in Doha. Er gewann dort hinter Xiao Ruoteng und Max Whitlock die Bronzemedaille am Pauschenpferd. Bei den Weltmeisterschaften 2019 in Stuttgart erreichte er das Finale im Mannschaftsmehrkampf. Am Pauschenpferd gewann er hinter Whitlock die Silbermedaille.
Bei seinen zweiten Olympischen Spielen im Jahr 2021 in Tokio erreichte Lee zwei olympische Finale. In der Qualifikation im Einzelmehrkampf erreichte er Platz 17, wobei er am Pauschenpferd die beste Übung zeigte. Wegen Fehlern an seinem Spezialgerät, dem Pferd, verschlechterte sich Lee im Finale auf Platz 21. Im Einzelfinale am Pferd zeigte er die Übung mit der besten Ausführung. Er gewann im Gesamtergebnis die Silbermedaille, während Weltmeister Whitlock Olympiasieger wurde.  

## Sonstiges
Lee ist einer der Sportler, deren Werdegang in der Dokumentation Jump!Men von Regisseur Lin Yu-hsien aus dem Jahr 2017 gezeigt wird.